# 蒸気船時代の海戦戦術
蒸気船時代の海戦戦術（じょうきせんじだいのかいせんせんじゅつ、英：Naval tactics in the Age of Steam）は、蒸気機関の鋼板被覆軍艦が帆船の戦列艦を時代遅れにした1860年代から、航空母艦や潜水艦が艦隊の主力となった1940年代（第二次世界大戦）までの間に海戦で用いられた戦術である。
この時代の戦術は、巨砲を擁するドレッドノート級戦艦の建造から特に発展した。他にも機雷、魚雷、潜水艦および航空機が新しい戦術を提供し、その対抗手段としての対潜水艦戦や幻惑迷彩のような戦術も開発された。蒸気船時代の後期には、航空母艦や潜水艦が艦隊の主力となり、戦艦の時代が終わった。

## 19世紀の海戦戦術の発展
1815年ナポレオン戦争の終結から、1904年日露戦争の開始までの90年間、大きな海戦が無かったということは、注目すべきことである。海上での戦闘や長い海上封鎖はあったが、大がかりで準備の整った海軍同士の決戦は発生しなかった。
この期間に、船の推進方法、武装および建造法に大きな変革が起こった。19世紀の第2四半世紀、最初は補助機関として蒸気機関が軍艦に採用された。クリミア戦争（1854-1856）では大砲が大きな技術的発展を遂げた。さらに軍艦の装甲に鉄が用いられるようになった。炸裂弾の使用が一般的となり、火砲の威力が増すにつれて、燃えやすい素材である木材を軍艦に使用することが危険であると認識された。このような変革は、船の推進方法、武装および建造法に関する考え方の変革が相互に影響し合ったからこそ起こったものだということができる。

### 衝角戦術の再登場
蒸気機関によって船が自由に航走できるようになったので、衝角戦術が復活するのではないかと多くの者が考えた。1866年リッサ海戦で、オーストリアの鉄板被覆艦「エルツヘルツォーク・フェルディナント・マクス」が「レ・ディタリア」を沈めた時、この仮定に説得力をもたらしたように見えた。事故による衝突、たとえばイギリス軍艦の「バンガード」と「アイアン・デューク」、「ヴィクトリア」と「キャンパーダウン」のような例は、蒸気船の衝角戦術で致命的な損傷を与えられることを示していた。しかし「レ・ディタリア」の沈没も事故的な要素が強く、蒸気船の衝角戦術は実用的ではないことが明らかになってきた。
2つの船が十分操縦可能な場合は、動くスペースさえあれば衝突を容易に回避できる。乱戦の場合は衝角戦術を使う機会があるかもしれないが、魚雷や機雷が使われ始めると、敵の艦隊に突進することが危険であると認識された。それ故に魚雷が乱戦と衝角戦術を駆逐したと言われる。
衝角戦術を選択することは、それに相反する、以前の船腹に大砲を並べる手法を衰えさせることに繋がった。衝角戦術を取るときや乱戦に突入するような場合、船首を敵に指向して戦う必要があるので、多くの艦船は船腹よりも前方に（時には船尾に）火器を置くように改められた。そうでなくても産業革命の結果としてより大きな大砲が開発され、鉄や鋼での装甲が増えたことで、船腹の大砲は遅かれ早かれ廃れてしまう戦術だった。大砲が大型化すれば搭載数を減少させる必要があるが、尚も、より広い範囲を攻撃できる機能を求められる。これは巡航性能にとってはマイナスであり、多くの場合、前方に直接砲撃することによる爆風で上部構造物や甲板、艤装などに損害をもたらした。このことは衝角戦術を無効にしたもう一つの要因である。

### 魚雷の開発
19世紀の末に魚雷が開発され、戦術に新たな不確実性要素が加わった。魚雷は水中を一定の深度で動く水雷であり、特定の目標に向けて発射でき、目視し難いものであり、水面下で爆発する。その動きが予測し難い全く新しい発明であった。魚雷単独では海戦における決定的な武器にはなり得ないのではないかという疑問が呈されたが、その能力が発揮されたときには大きな効果を生み出すことは疑いえなかった。小さな舟艇が大きな戦艦を魚雷で破壊できることから、フランスでは、前者（小さな舟艇）が後者（戦艦）を海上から駆逐するという説が最も説得力を持って支持を集めた。戦艦が、水雷艇や、それ自体が大きな水雷艇とも言える水雷艇駆逐艦にその座を明け渡すというのである。
しかし魚雷には制約があった。2,000ヤード（1,830 m、およそ1海里）以上の距離では有効に使用できないのである。水の抵抗により進路が不確実になり、速度も落ちるため、動いている敵艦は回避が可能である。水雷艇は艦砲によって簡単に沈められてしまう。夜には砲の危険性は減ずるが、探照灯の発明により夜中でも艦の周囲の水域を監視できるようになった。

魚雷はのちに潜水艦の主たる兵装となった。これは水面下から攻撃ができ、その武器である魚雷と同様、目視し難いという利点があった。

## 前弩級戦艦の海戦

### 日露戦争
日露戦争は新しい概念の最初の試験の場であった。この戦争は日本軍の衝撃的な勝利であった。旅順港でのロシア太平洋艦隊の封鎖に始まり、1905年日本海海戦でバルチック艦隊を打ち破って終わった。

#### 戦闘における初めての魚雷攻撃
日露戦争で初めて魚雷が実戦に使われ成功を収めた。しかし与えることのできた損傷は予想したものよりも小さかった。これは旅順港のロシア戦隊には修繕用施設が手近にあったという事実を割り引いてもである。海上の戦闘においては、魚雷は補助的なものであり、既に損傷を負った船に止めを刺すか、降伏を強いる時以外には使われなかった。

#### 機雷の有効性
この戦争では機雷が単に防御のためというよりも攻撃手段として用いられた。日本軍が旅順港外に機雷を敷設したのである。1904年4月12日、ロシアの旗艦「ペトロパヴロフスク」がこの機雷原に入り沈没、戦艦「ポベーダ」は大破した。ロシア軍は1ヶ月後にやはり旅順港外に機雷を敷設し、日本軍の6隻の戦艦の内2隻「八島」と「初瀬」を沈めた（旅順港閉塞作戦参照）。

#### 戦争からの教訓
日露戦争では、米西戦争（1898年）で得られた戦訓が確認された。アメリカ軍はキューバのサンティアーゴ・デ・クーバの入り口を封鎖し、そこで1隻の艦船を沈めることにより決着を図った。日本軍はこの試みを旅順港で大規模かつ大胆に再現した。しかし、蒸気船には帆船にはない速度と操舵の正確さがあり、選んだポイントで確実に沈めることも可能であったにもかかわらず、この実験は失敗した。アメリカ軍も日本軍も敵を港に閉塞することには成功しなかった。

## 弩級戦艦の開発
19世紀が終わると、なじみのある近代戦艦 - 鋼鉄で装甲し、蒸気機関のみで推進し、戦列艦などより少数の大口径砲を砲塔に搭載して主甲板の中心線上に配置したもの - が登場する。1906年、革命を生んだドレッドノートは、中口径砲を廃止し、主機関に蒸気タービンを用いた最初の戦艦である。ドレッドノートはそれまでの戦艦よりも大きく、速く、攻撃力も防御力も優れており、それらをすべて「前弩級戦艦」と呼ばれる旧式艦にしてしまった。
この突然のレベルアップはイギリスとドイツの建艦競争を引き起こし、規模は小さいものの、他の列強、アメリカ合衆国、フランス、ロシア、日本、イタリア、オーストリア＝ハンガリー帝国、トルコ、ブラジル、アルゼンチン、チリも弩級戦艦の建造や購入に走った。

## 第一次世界大戦
第一次世界大戦では機雷、魚雷、潜水艦の導入で海戦戦術は一層複雑なものになった。それでも艦砲はなお、海戦の武器の主役であった。それは周囲の状況がどのように変化したとしても遠距離の敵を攻撃することが可能だった。

### 艦隊の戦術
砲塔に搭載された長距離砲の開発は海戦戦術の性格を変えた。「集中」ということが戦術の基本命題であるが、艦砲の射程が伸び射角も広がったことで、提督達は艦艇の集中よりも火力の集中を指向するようになった。熟練した海軍士官の目標は敵の隊形の一点に特に力を集中させることにあった。
帆船時代の海戦戦術では、火器の有効射程は1,000ヤード（910 m）から1,200ヤード（1,100 m）であり、舷側の砲門から撃ち出していたために射角が狭かったので、火力の集中を実現するには多くの艦を狭い海域での接近戦に持ち込む必要があった。20世紀初めまでに艦砲の射程は7,000ヤード（6,400 m）以上となり、砲塔または回転砲座から迎角をつけて砲弾が打ち出される様になったため、距離のある敵に向けて砲弾を集中させることが可能となった。その効果を上げるには位置取りを慎重に謀ることが必要だった。
帆船時代の艦隊は、それぞれの艦が舷側から攻撃できるように縦陣とする必要があった。蒸気推進艦の操艦実験や、日露戦争で得られた経験からは、この陣形には新たな変更は加えられなかった。以前と同じように、すべての砲は同じ方向を指向する必要があるとされ、また、その射界を得るための物理的な必要性から、艦はすべて前後に連なるように隊形が組まれた。これによって僚艦を誤って砲撃することなく広範囲の敵を砲撃でき、また、敵を一方の側に捉えながら航行することにより、艦首と艦尾の砲塔からの斉射も可能となって、命中率を最大とすることができた。
追撃戦であるとか、まだ視認できていない敵艦を索敵したりしている場合、艦隊は横陣を組むこともあった。追撃している艦隊は敵船が落射する魚雷を受けてしまうリスクがあるが、横陣であれば、全艦の砲を敵艦隊の最後尾の艦に向けて発射できるからである。敵が交戦する用意があり、その攻撃力を最大にするために舷側を向けるような場合は、味方も同じような隊形に組まねばならない。すなわち単縦陣には単縦陣ということになる。単縦陣に組んだそれぞれの艦艇が敵の単縦陣の対応する位置の艦を相手にした。

### 迷彩の採用
幻惑迷彩（ダズル・カモフラージュ）は、艦の速度や進行方向を見極め難くすることにより、艦砲の照準を合わせられないように考えられたものである。

### 潜水艦の開発
第一次世界大戦の潜水艦は、戦術的には帆船時代の私掠船と同じように使われた。なぜなら潜水艦の速度は攻撃目標の商船より少しばかり速いだけだったからである。また搭載できる魚雷や砲弾の数が限られていたので、撃沈できた船の数も少ないものであった。
第一次世界大戦の勃発時には、対潜水艦攻撃法は未開発であった。水上の軍艦には潜航中の潜水艦を見つける方法も、攻撃の手段も無かった。潜水艦の潜望鏡を見つけるとか、魚雷の航跡を読むというような頼りない方法に頼っていた。浮上してきたところへ直接砲撃を加える以外には、衝角戦術で潜水艦を沈めるしかなかった。対潜水艦防御法としては、潜水艦の向きと同じ向きに自船の方向を変え、敵に見せる投影面を小さくすることであった。潜水艦が前方に見えた時は船首を向け、後方に見えた時は船尾を向けた。
1914年末までにドイツの巡洋艦が大洋から追い払われ、主要な脅威はUボートになった。イギリスの海軍は変化への対応が遅れた。1917年になってやっと、当時のデビッド・ロイド・ジョージ首相の主導で護送船団方式が導入された。Uボートの被害は以前の10分の１まで減った。

### 飛行機の開発

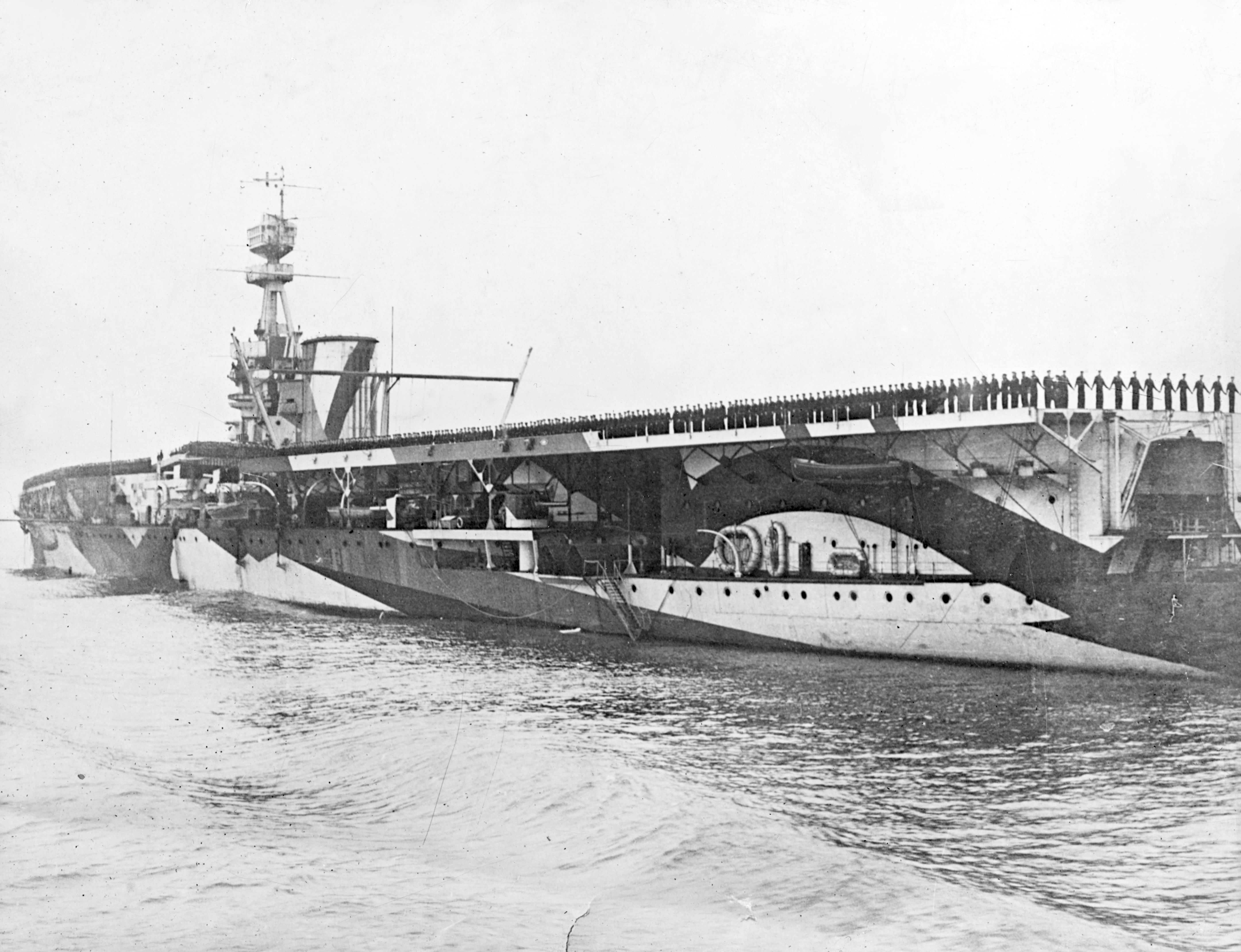
最初の航空母艦フューリアス。後部に飛行甲板を装着しているがまだ巡洋艦の外見を残している。煙突の後ろに衝突防止柵を装備し、ダズル迷彩を施している。

大戦の終わり頃、イギリスは最初の航空母艦を開発し始めた。初めは大型軽巡洋艦「フューリアス」に離着陸用の甲板を装備したものだった。また、ドイツは飛行船ツェッペリンを実戦に使用した。

## 大戦間期
建艦競争の再開を恐れた海軍列強はワシントン海軍軍縮条約を締結し、戦艦や巡洋艦がまだ船台に乗ったままで解体された。1930年代に緊張が高まると、急進的国家主義国家である日本、イタリア、ドイツがそれまでよりも大型の艦の建造を再開した。日本の戦艦「大和」は史上最大の戦艦であり、排水量72,000トン、主砲口径は18.1インチ（46 cm）であった。

### 航空母艦の出現
大戦後すぐに、改装ではなく設計時からそのために造られた最初の航空母艦が完成した。日本の「鳳翔」とイギリスの「ハーミーズ」である。どちらも小さすぎ、本格的なものではなかった。ワシントン海軍軍縮条約ではイギリス、アメリカ、日本は解体すべき2隻の戦艦を航空母艦に変えることが許されていた。アメリカと日本はどちらも90機の飛行機を載せることができる大型母艦を建造した。アメリカの2隻と日本の1隻は未成巡洋戦艦の船体を利用していた。両国とも航空母艦を使った新しい戦術を模索し始めた。

### 新兵器の開発
酸素魚雷、磁気機雷

## 第二次世界大戦
第二次世界大戦中は、新兵器や新技術の開発と密接に結びついた戦術が開発された。水中聴音器、ソナー、そしてレーダーが初めて大がかりな戦術として使用された。また高周波方向探知機のような新技術も開発された。
北海や大西洋では、ドイツは制海権をめぐって連合国軍に挑戦できる力を欠いていた。その代わりに、ドイツは、主力艦や武装特設巡洋艦、潜水艦および航空機を使った通商破壊戦略を取った。連合国軍は直ちに貿易船保護のために護送船団方式を導入し、イギリス近辺からパナマ、ボンベイ、シンガポールあたりまで拡大した。地中海では、イギリスとイタリアが制海権を求める従来からの争いを続けた。
主力艦部隊に、駆逐艦による対潜防御や母艦航空機による防空を提供するために、それぞれの任務に対応できる艦船を集めた特別な任務部隊が度々編成されるようになった。

### 戦術への航空機の影響
航空戦力の発展は、航空母艦の出現と海軍航空部隊の発展を含む、さらなる戦術の変化をもたらした。第二次世界大戦中の陸上や航空母艦から発進する航空機の活用は、制海権の維持が、その多くをその上空の制空権によっていることを明らかにした。1940年春のノルウェー沖とその夏のイギリス海峡において、ドイツ空軍は、イギリスの持つ昼間の制海権も、制空権なくしては維持できないことを示した。その翌年には、ドイツ空軍が地中海に転戦し、イギリスの制していたその戦場の情勢を逆転させた。

### 群狼作戦の開発
大戦の開始と共に採用された連合国軍の護送船団方式であったが、ドイツの潜水艦Ｕボートは新しい戦術を採用した。大戦の最後の年までほとんどすべてのドイツUボート（他国の潜水艦もそうだったが）は、ディーゼル機関を使い、水中での推進力は電気モーターによっていた。このことは重要な戦術的意味合いがあった。電気モーターはディーゼル機関に比べはるかに非力であり、駆動時間も短かった。潜航中の速度は10ノット（18 km/h）程度であり、最も遅い商船と大差無かった。さらに、遅いだけでなくその最大潜航速度で進める時間も限られていた。第二次世界大戦の潜水艦は、真の潜水艦（潜航して行動する艦）でなく可潜艦（潜航することもできる艦）であった。
カール・デーニッツの指揮下、Ｕボートは夜、水面上で攻撃するという戦術を採用した。これは第一次世界大戦で初めて使われたものであり、第二次世界大戦の開戦1年前にもバルト海で試されていた。日中に潜航して攻撃するよりも、水雷艇のように高速を使える夜の水上で攻撃すれば効果が大きいことを発見したのである。夜間、浮上して護送船団に近づき、護衛部隊に接近した時もまだ発見されずにいられることを彼らは見いだした。護衛艦の艦橋の高い位置から見ると、Uボートの低い船体はほとんど視認できず、暗い水面にわずかに司令塔の影がある程度だった。逆にUボートからは、護衛艦や商船の船影が夜空にくっきりと浮かび上がっていた。
第一次世界大戦の対護送船団戦闘で、ドイツは、守りを固めた護送船団に1隻の潜水艦で向かっても大した成果が得られないことを学んだ。単独で攻撃する代わりに無線で連絡を取りながら連携を取る群狼作戦を採用した。連合国軍の護送船団の進路と交差する長い警戒線の中に潜水艦が散開する。位置につくと水中聴音器で船団のスクリュー音を感知したり、あるいは双眼鏡で水平線上に漂う船団の煙突の煙を見つけようとした。ある潜水艦が船団を見つけると、船団の位置を伝え他の潜水艦が集まるのを待った。これで護送船団の護衛部隊は1隻の潜水艦に立ち向かう代わりに、夜間におそらくは半ダースのUボートと対戦しなければならなくなった。オットー・クレッチマーのような大胆な艦長は船団の警戒ラインの中に入り、船列の中から商船を攻撃することまでやってのけた。護衛艦は数が足りなかった上にしばしば持久力にも欠けており、また、装備したソナーは水中目標にのみ働くものであったため、夜中に浮上した潜水艦には何の反応も示さなかった。
これに対するイギリスの対抗策は常設の護衛部隊を組織して、船と戦闘員の連携効果を上げることだった。護衛部隊は2、3隻の駆逐艦と半ダースのコルベットによって構成されたが、部隊の2、3隻は悪天候や戦闘による損傷のためにドック入りしていることが多く、通常は6隻ほどで護衛についていた。
ドイツも長距離偵察が可能な航空機を導入して護送船団を探し、Uボートの攻撃を助けたが、捗捗しい成果を挙げるにまでは至らなかった。大戦の終り頃、ドイツは自動誘導魚雷を導入した。これは敵船のスクリューが発するノイズを探知して追跡するものであった。当初はこれが大きな成果を上げたが、連合国軍の科学者達はすぐに対抗手段を開発した。
アメリカ海軍の太平洋における潜水艦作戦は大西洋のドイツ海軍と多くの点で類似している。アメリカ軍は大戦当初、魚雷に欠陥があった為に、危険を冒して命中させても戦果を挙げられず士気が落ちてしまい、その回復に1年以上を要した。アメリカ軍の潜水艦は夜の海面に出て群れをなして攻撃するというドイツと同じ戦法を採った。ただし、群れと言っても3隻を超えることは稀であった。太平洋では、大西洋と異なり、レーダーのような新技術の恩恵を受けたのは潜水艦であって護衛部隊ではなかった。1943年までに多くのアメリカ軍の潜水艦がレーダーを装備し、夜に護送船団を見つけたり護衛部隊の位置を探査することに用いた。

### 対潜水艦戦術の開発
初期の対潜水艦武器は護送船団の護衛部隊であり、ソナー(Asdic)と爆雷を装備した駆逐艦であった。
イギリスは1941年7月にUボート（en:U-570）を鹵獲して、ドイツの潜水艦の性能を多く把握することができた。殊に、連合国軍側で爆雷の爆発深度として設定したよりもはるかに深くまでＵボートが安全に潜航できることを知って驚いた。
太平洋では、日本海軍が護送船団防御の問題を解決できず、効果的な対潜水艦戦術を見つけられずにいた。日本軍の輸送船団は数は多いが規模が小さく、必然的に護衛艦の数が少なかったので、多くの場合潜水艦によって容易に裏をかかれて攻撃された。

### 戦艦の没落
イギリスの戦艦「プリンス・オブ・ウェールズ」と巡洋戦艦「レパルス」が1941年12月10日マレー沖で沈められたことは戦艦の時代の終焉を象徴していた（マレー沖海戦）。
太平洋戦争の終りまでに、戦艦と巡洋艦の戦術的役割は、対空防御力の弱い航空母艦を守ることや、海岸に近い陸上の標的を砲撃することに限られてきた。日本軍の戦艦「大和」や「武蔵」は艦隊決戦に備えて建造されたが、どちらも、アメリカ艦隊を射程にとらえる前に航空機に沈められた。

### 航空母艦の優位
イギリス軍は1940年の11月、イタリア海軍基地ターラントを空襲した（タラント空襲）。この時、イタリアの戦艦を3隻沈めており、航空母艦の可能性の高さを示す最初の機会となった。しかし、その成功は港に停泊しているところを攻撃したゆえと考えられ、戦艦の時代が終わったことを信じ込ませるまでには至らなかった。
航空母艦の戦術的また戦略的能力を実証したのは日本軍だった。1937年からの中国沿岸での作戦行動での経験を生かし、日本軍は複数の航空母艦からなる常設の戦隊を組織するようになった。イギリス軍やアメリカ軍はまだ単独あるいは2隻の空母での行動を行っていたが、1941年までに日本軍は6隻の空母を含む空母機動部隊を組織していた。

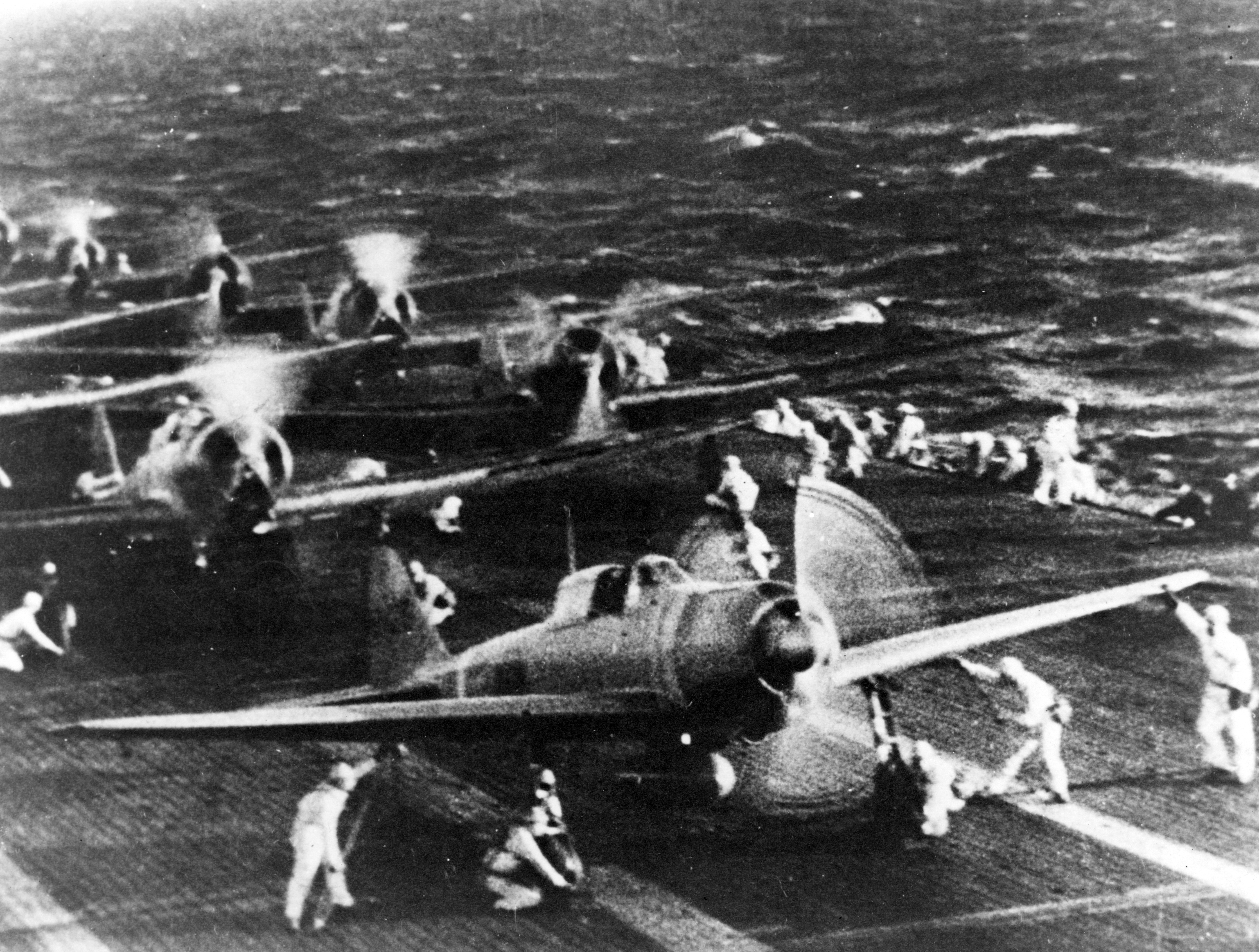
日本海軍の航空母艦「翔鶴」上の攻撃部隊。真珠湾攻撃の準備中

太平洋戦争の先制攻撃である真珠湾攻撃を行ったのはこの部隊であった。同じ部隊が太平洋を横切り、オランダ領東インド諸島、ラバウルで連合国軍を攻撃し、オーストラリアのダーウィン、そしてセイロン島のコロンボやトリンコマリーまで攻撃した。東インド諸島の連合国軍は敗北を喫し、イギリス東洋艦隊の旧式戦艦はアフリカ沿岸、ケニアのキリンディニまで退却することになった。
これらの成功にもかかわらず、日本軍の多くの提督たちは航空母艦の戦術的優位を認識できずにいた。戦艦を空母の護衛につける代わりに、日本海軍は来るべき艦隊決戦に備えて戦艦を積極的に使用せず、温存し続けたが、結局その機会は訪れなかった。
日本軍が真珠湾でアメリカ太平洋艦隊のほぼすべての戦艦を沈めるか損傷させるという成功は、アメリカ軍に航空母艦を用いた戦術へ転向する機会を与えた（彼らは遅かれ早かれそのような戦術を採ったとは思われるが）。アメリカ軍はすぐに1群の任務部隊を作り上げた。部隊のそれぞれが1隻の航空母艦を中心に構成された。日本軍が占領している島々を攻撃し続けることにより、アメリカ軍は次第に航空母艦の扱い方を心得てきた。任務部隊の司令官が乗艦すべきは空母であり、護衛の巡洋艦ではないことを学んだ。また任務部隊の戦闘機指揮官が一緒に乗艦するという戦術も考案した。1942年には航空母艦を中心とした4つの大きな戦闘があった。珊瑚海海戦、ミッドウェー海戦、第二次ソロモン海戦、そして南太平洋海戦である。これらは航空機のみにより戦われており、南太平洋海戦において漂流中の放棄されたホーネットを除き、両軍とも水上艦艇を互いに視認することは無かった。日本軍の空母は、アメリカ軍航空機に何度も攻撃され、4つの戦いで6隻の空母（「祥鳳」、「赤城」、「加賀」、「蒼龍」、「飛龍」、「龍驤」）を失うことになった。一方でアメリカ軍は3隻の空母（「レキシントン」、「ヨークタウン」、「ホーネット」）を失っており、それとは別に潜水艦により1隻（ワスプ）を失っている。
アメリカ軍の新しい高速戦艦が1942年の夏に太平洋戦線に到着した時、もはや独立した戦艦戦隊が編成されることはなく、防御の弱い空母の護衛にその重砲を役立てるべく空母任務部隊に組み入れられた。1943年までに、数多くの空母、戦艦、巡洋艦、駆逐艦が太平洋で任務に就き、高速空母任務部隊が編成されて、続く2年間にわたって太平洋を席巻し、日本軍の島嶼基地を孤立化させ、打ち破り、破壊していった。

## 参照
この稿の前半は en:1911 Encyclopadia Britannicaによるところが大きい。 
- Bacon, Admiral Sir Reginald. The Jutland Scandal (London 1925).
- Conway's History of the Ship. Steam, Steel and Shellfire: The steam warship 1815-1905. ISBN 0-7858-1413-2
- Evans, David C & Peattie, Mark R. Kaigun: strategy, tactics, and technology in the Imperial Japanese Navy, 1887–1941 (Annapolis: Naval Institute Press 1997) ISBN 0-87021-192-7
- Macintyre, Donald. The Battle of the Atlantic (London 1961).
- Rohwer, Dr. Jurgen. The Critical Convoy Battles of March 1943 (London: Ian Allan 1977). ISBN 0-7110-0749-7